# Gare de Yokohama
La gare de Yokohama (横浜駅, Yokohama-eki) est la principale gare ferroviaire de la ville de Yokohama dans la préfecture de Kanagawa au Japon. Elle est située dans l'arrondissement de Nishi-ku. La gare est desservie par les lignes des compagnies JR East, Keikyū, Sōtetsu, Tōkyū et Yokohama Minatomirai Railway, ainsi que par le métro de Yokohama.
C'est une gare d'échange majeure fréquentée quotidiennement par 2,14 millions de passagers en moyenne (chiffres 2013), ce qui en fait la cinquième gare du Japon en termes d'usagers.

## Situation ferroviaire
La gare de Yokohama est située au point kilométrique (PK) 28,8 de la ligne principale Tōkaidō, au PK 22,2 de la ligne principale Keikyū et au PK 31,7 de la Yokosuka. Elle marque le début des lignes Negishi, Minatomirai et Sōtetsu et la fin des lignes Keihin-Tōhoku et Tōyoko.

## Histoire
- 12 juin 1872 : ouverture de la première gare de Yokohama, l'une des premières du Japon. Son emplacement est aujourd'hui occupé par la gare de Sakuragichō.
- 11 juillet 1887 : raccordement de la gare jusqu'à Kōzu.
- 15 août 1915 : ouverture de la deuxième gare de Yokohama sur le site de l'actuelle station Takashimacho. La première gare devient la gare de Sakuragichō.
- 1er septembre 1923 : destruction de la gare par le grand séisme de 1923 de Kantō.
- 18 mars 1928 : raccordement de la gare au réseau Tokyo Yokohama Railway (aujourd'hui Tōkyū).
- 15 octobre 1928 : ouverture de la troisième gare de Yokohama, à l'endroit qu'elle occupe actuellement.
- 5 février 1930 : raccordement de la gare au réseau Keikyū.
- 27 décembre 1933 : raccordement de la gare au réseau Jinchū Railway (aujourd'hui Sagami Railway).
- 29 mai 1945 : destruction de la gare par les raids américains de B-29 lors de grands bombardements.
- 4 septembre 1976 : raccordement de la gare à la ligne bleue du Métro de Yokohama.
- 1er février 2004 : raccordement de la gare à la ligne Minatomirai.

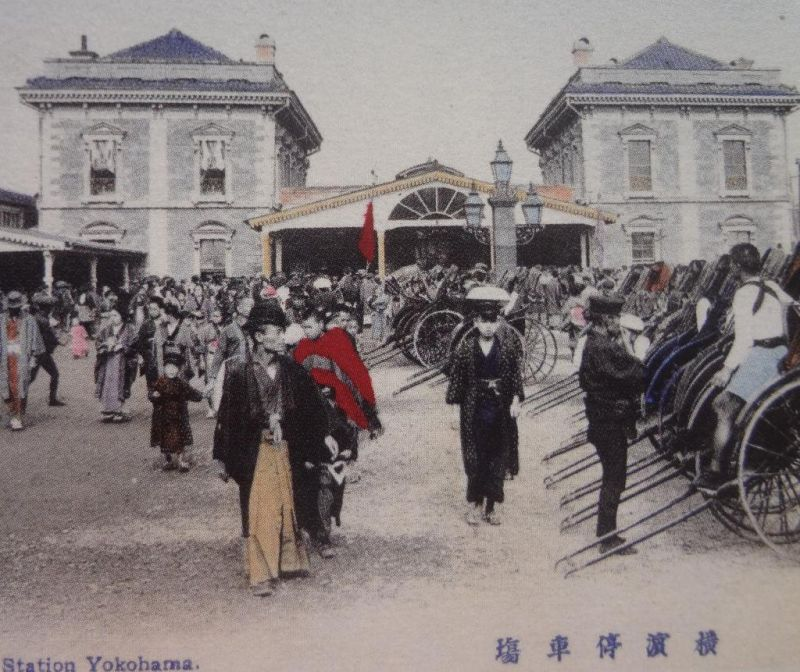
La première gare en 1872
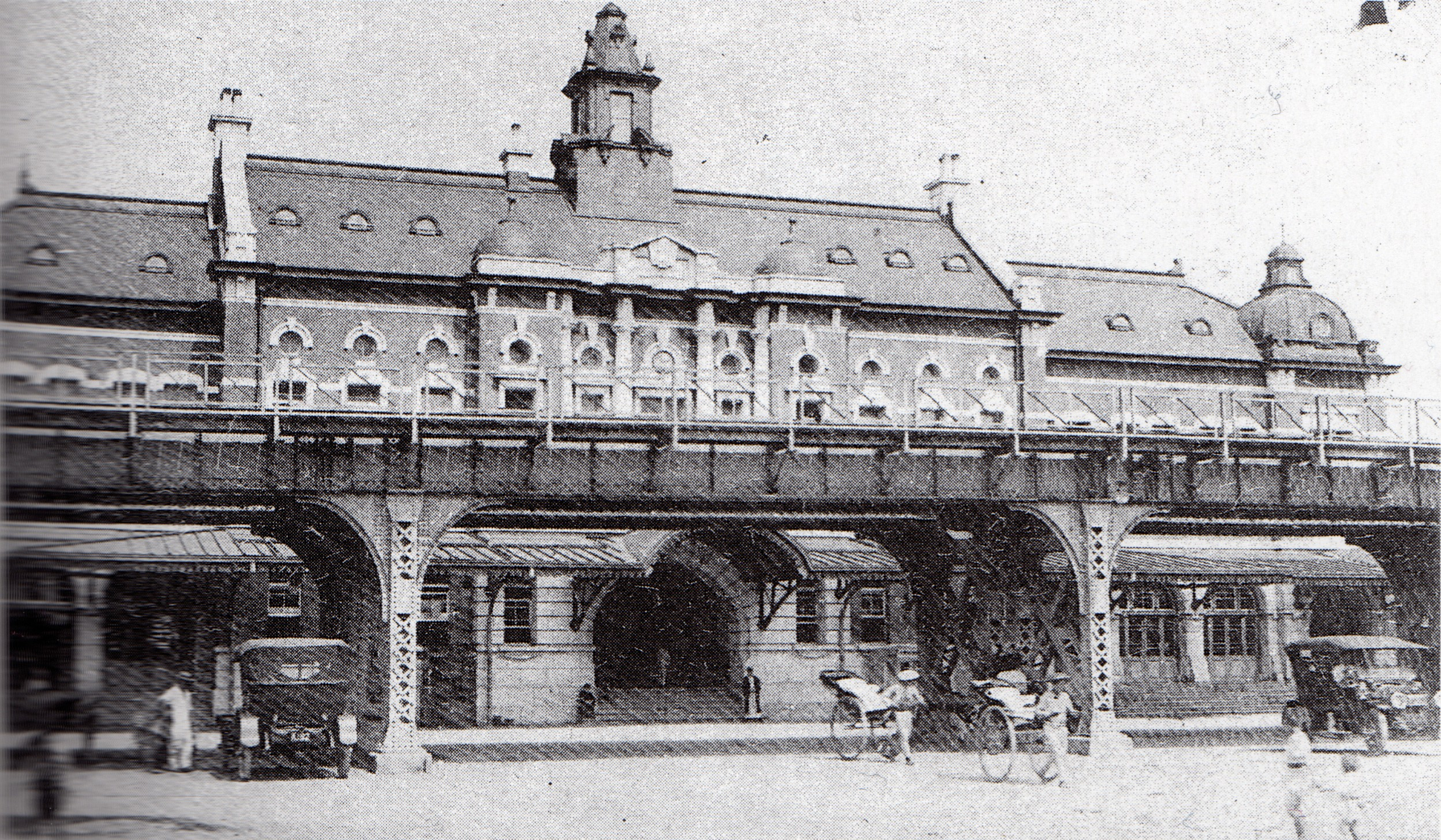
La deuxième gare en 1915
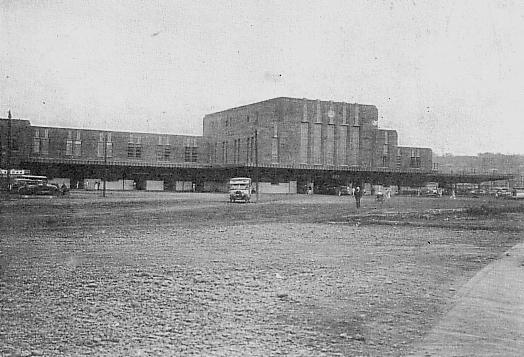
La gare actuelle vers 1930

## Service des voyageurs

### Accueil
La gare dispose d'un bâtiment voyageurs, avec guichets, ouvert tous les jours.

### Desserte

#### JR East

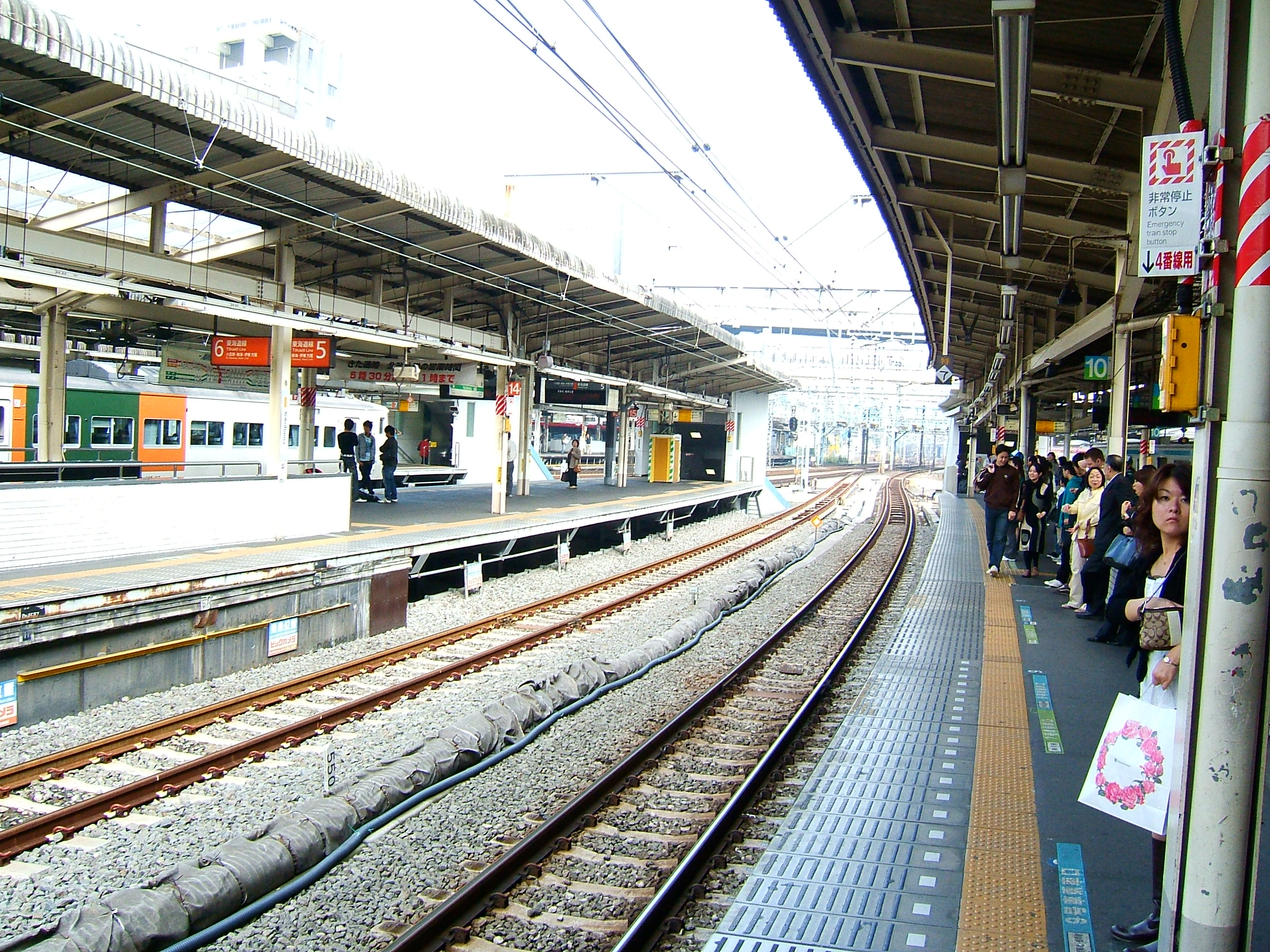
Quai de la ligne Tōkaidō.

Les quais JR East sont situés en surface.
- Ligne Negishi :
  - voie 3 : direction Ōfuna
- Ligne Keihin-Tōhoku :
  - voie 4 : direction Tokyo et Ōmiya
- Ligne Yokohama :
  - voie 4 : direction Shin-Yokohama et Hachiōji
- Ligne principale Tōkaidō :
  - voies 5 et 6 : direction Odawara et Atami
  - voie 7 et 8 : direction Tokyo (interconnexion avec la ligne Ueno-Tokyo pour Ueno, Ōmiya, Takasaki et Utsunomiya)
- Ligne Yokosuka :
  - voie 9 : direction Kamakura et Kurihama
  - voie 10 : direction Tokyo (interconnexion avec la ligne Sōbu pour Chiba et Aéroport de Narita)
- Ligne Shōnan-Shinjuku :
  - voie 9 : direction Ōfuna, Odawara et Zushi
  - voie 10 : direction Shinjuku, Ōmiya, Takasaki et Utsunomiya

#### Keikyū

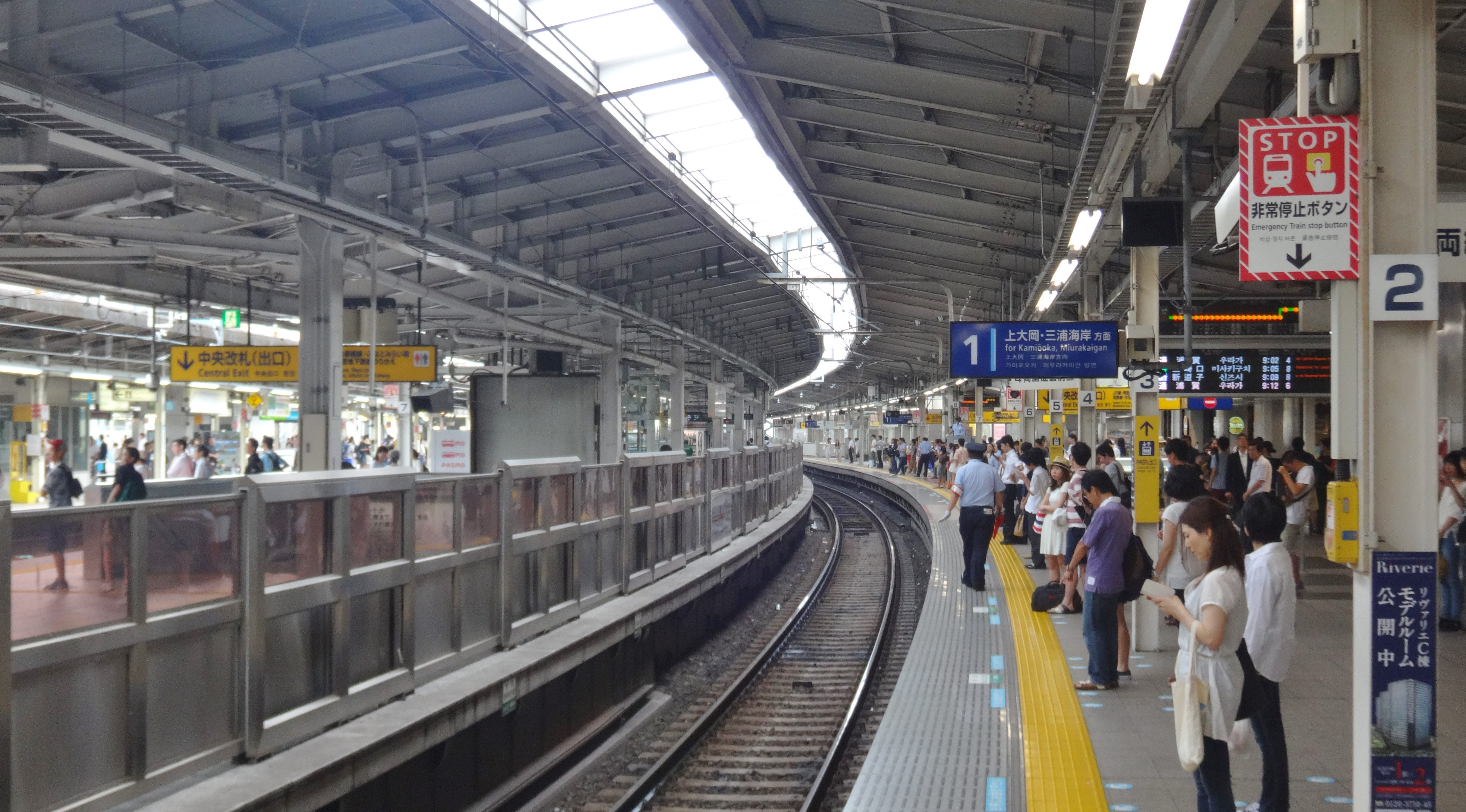
Quai de la ligne Keikyū.

Les quais Keikyū sont situés en surface, à côté des quais JR East.
- Ligne principale Keikyū :
  - voie 1 : direction Kami-Ōoka, Yokosuka-chūō, Uraga, Miurakaigan et Misakiguchi
  - voie 2 : direction Aéroport de Haneda, Shinagawa et Sengakuji (interconnexion avec la ligne Asakusa)

#### Sōtetsu

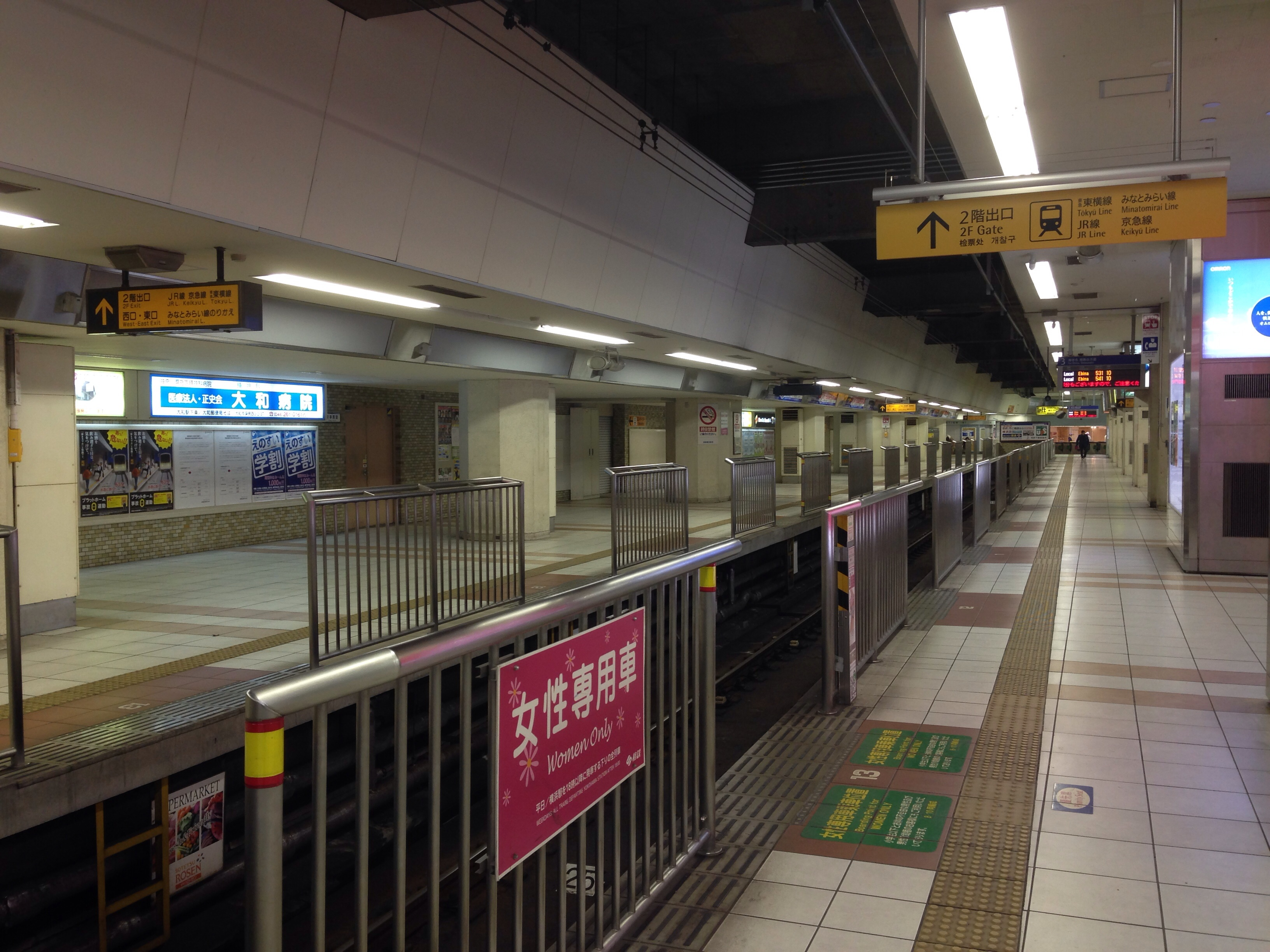
Terminus Sōtetsu.

Le terminus de la Sōtetsu est situé à l'ouest de la gare.
- Ligne principale Sōtetsu : 
  - voies 1 à 3 : direction Futamatagawa, Yamato, Ebina et Shōnandai

#### Tōkyū et Yokohama Minatomirai Railway Company
Les lignes Tōkyū Tōyoko et Minatomirai sont interconnectées. Les quais sont en sous-sol.
- Ligne Minatomirai :
  - voie 1 : direction Motomachi-Chūkagai
- Ligne Tōkyū Tōyoko :
  - voie 2 : direction Shibuya (interconnexion avec la ligne Fukutoshin)

#### Métro de Yokohama
La station de métro est située en sous-sol.
- Ligne bleue :
  - voie 1 : direction Shonandai
  - voie 2 : direction Azamino

## Crédit d'auteurs
- (en) Cet article est partiellement ou en totalité issu de l’article de Wikipédia en anglais intitulé « Yokohama Station » (voir la liste des auteurs).